# Moss (игра)
Moss — приключенческая игра для виртуальной реальности, разработанная и изданная американской студией Polyarc. Игра использует перспективы от первого и третьего лица и фокусируется на решении головоломок. Moss была выпущена на PlayStation 4 27 февраля 2018 года, а на Microsoft Windows — в июне того же года.

## Сюжет
Читатель находит в библиотеке старую книгу. Листая страницы, он переносится в фэнтезийный мир, содержащийся внутри книги. Там игрок встречает Квилл (англ. Quill), молодую мышь, и начинает своё приключение. Королевство, в котором живёт Квилл, находится под властью огнедышащего змея Сарффога (англ. Sarffog). После того как дядю Квилл берут в плен, читатель вместе с Квилл отправляются его спасать и побеждают Сарффога.

## Игровой процесс
Moss является приключенческой игрой от первого лица, рассчитанной на шлем виртуальной реальности (HTC Vive, Oculus Rift, Oculus Quest, PSVR или Valve Index). Игрок представлен в игре в виде лица в маске и сферы. В отличие от большинства игр, главный герой Moss, мышка Квилл, осведомлена о присутствии игрока. Игрок управляет Квилл, перемещаясь по окружению и сражаясь с врагами. Игрок также может взаимодействовать с окружением, перемещать препятствия и решать головоломки. Квилл общается с игроком, используя американский жестовый язык, давая подсказки касательно головоломок и реагируя на действия игрока эмоционально.
Игрок может менять свою позицию, чтобы обозревать мир с различных перспектив, в частности — наклоняться, чтобы заглянуть за строение, или приподниматься, чтобы получить вид с высоты птичьего полёта. В игре есть собираемые свитки, которые могут быть обнаружены только посредством смены позиции и внимательного изучения мира, поскольку в обычных условиях они не видны.

## Разработка
Moss была выпущена на PlayStation 4 и Microsoft Windows в феврале и июне 2018 года соответственно.
3 августа 2018 года игровой лейбл звукозаписи Materia Collective выпустил саунтрек в цифровом виде, а также на CD-диске и виниле.
21 мая 2019 года вышло бесплатное дополнение с новым окружением, испытаниями, сюжетом, головоломками, битвами и оружием.

## Критика
| Сводный рейтинг | Сводный рейтинг |
| Агрегатор       | Оценка          |
| --------------- | --------------- |
| GameRankings    | 86,01 %         |

Moss получила в основном положительные отзывы критиков. По данным агрегатора рецензий Metacritic, средняя оценка Moss на PS4 составляет 85 баллов из 100 на основе 64 рецензий. В своих рецензиях сайты Digital Trends и VentureBeat похвалили игру за взаимодействие с Квилл и дизайн мира, но отметили, что игра слишком коротка.
Майк Фахи в своей статье 2017 года для Kotaku положительно отметил дизайн Квилл и использование жестового языка.

### Награды
| Year | Award                                                 | Category                                                   | Result    | Ref           |
| ---- | ----------------------------------------------------- | ---------------------------------------------------------- | --------- | ------------- |
| 2017 | Game Critics Awards                                   | Best VR Game                                               | Номинация | [ 15 ]        |
| 2018 | The Independent Game Developers' Association Awards   | Best Action and Adventure Game                             | Номинация | [ 16 ] [ 17 ] |
| 2018 | The Independent Game Developers' Association Awards   | Best Start-up                                              | Номинация | [ 16 ] [ 17 ] |
| 2018 | Golden Joystick Awards                                | Best VR Game                                               | Номинация | [ 18 ] [ 19 ] |
| 2018 | Golden Joystick Awards                                | PlayStation Game of the Year                               | Номинация | [ 18 ] [ 19 ] |
| 2018 | The Game Awards 2018                                  | Best VR/AR Game                                            | Номинация | [ 20 ]        |
| 2018 | The Game Awards 2018                                  | Best Debut Indie Game                                      | Номинация | [ 20 ]        |
| 2018 | Gamers' Choice Awards                                 | Fan Favorite VR Game                                       | Номинация | [ 21 ]        |
| 2019 | New York Game Awards                                  | Central Park Children's Zoo Award for Best Kids Game       | Номинация | [ 22 ]        |
| 2019 | New York Game Awards                                  | Coney Island Dreamland Award for Best Virtual Reality Game | Номинация | [ 22 ]        |
| 2019 | 46th Annie Awards                                     | Best Virtual Reality Production                            | Номинация | [ 23 ]        |
| 2019 | 46th Annie Awards                                     | Character Animation in a Video Game                        | Номинация | [ 23 ]        |
| 2019 | D.I.C.E. Awards                                       | Outstanding Achievement in Animation                       | Номинация | [ 24 ]        |
| 2019 | D.I.C.E. Awards                                       | Outstanding Achievement in Sound Design                    | Номинация | [ 24 ]        |
| 2019 | D.I.C.E. Awards                                       | Immersive Reality Game of the Year                         | Номинация | [ 24 ]        |
| 2019 | National Academy of Video Game Trade Reviewers Awards | Control Design, VR                                         | Победа    | [ 25 ] [ 26 ] |
| 2019 | National Academy of Video Game Trade Reviewers Awards | Direction in Virtual Reality                               | Победа    | [ 25 ] [ 26 ] |
| 2019 | National Academy of Video Game Trade Reviewers Awards | Sound Mixing in Virtual Reality                            | Номинация | [ 25 ] [ 26 ] |
| 2019 | SXSW Gaming Awards                                    | VR Game of the Year                                        | Номинация | [ 27 ]        |
| 2019 | Independent Games Festival Awards                     | Excellence in Audio                                        | Номинация | [ 28 ]        |
| 2019 | Game Developers Choice Awards                         | Best Debut (Polyarc)                                       | Номинация | [ 29 ]        |
| 2019 | Game Developers Choice Awards                         | Best VR/AR Game                                            | Номинация | [ 29 ]        |
| 2019 | 2019 G.A.N.G. Awards                                  | Audio of the Year                                          | Номинация | [ 30 ] [ 31 ] |
| 2019 | 2019 G.A.N.G. Awards                                  | Music of the Year                                          | Номинация | [ 30 ] [ 31 ] |
| 2019 | 2019 G.A.N.G. Awards                                  | Sound Design of the Year                                   | Номинация | [ 30 ] [ 31 ] |
| 2019 | 2019 G.A.N.G. Awards                                  | Best Dialogue                                              | Номинация | [ 30 ] [ 31 ] |
| 2019 | 2019 G.A.N.G. Awards                                  | Best Original Instrumental ("Legends Old and New")         | Номинация | [ 30 ] [ 31 ] |
| 2019 | 2019 G.A.N.G. Awards                                  | Best Original Song ("Home to Me")                          | Номинация | [ 30 ] [ 31 ] |
| 2019 | 2019 G.A.N.G. Awards                                  | Best Sound Design for an Indie Game                        | Победа    | [ 30 ] [ 31 ] |
| 2019 | 2019 G.A.N.G. Awards                                  | Best Music for an Indie Game                               | Победа    | [ 30 ] [ 31 ] |
| 2019 | 2019 G.A.N.G. Awards                                  | Best VR Audio                                              | Победа    | [ 30 ] [ 31 ] |
| 2019 | 15th British Academy Games Awards                     | Game Innovation                                            | Номинация | [ 32 ]        |
| 2019 | 15th British Academy Games Awards                     | Original Property                                          | Номинация | [ 32 ]        |